# Vladimír Sobotka
Vladimír Sobotka (* 2. Juli 1987 in Třebíč, Tschechoslowakei) ist ein tschechischer Eishockeyspieler, der seit Juli 2025 beim HC Pardubice in der tschechischen Extraliga unter Vertrag steht und dort auf der Position des Centers spielt. Zuvor war Sobotka unter anderem zehn Jahre in der National Hockey League (NHL) aktiv, wo er für die Boston Bruins, St. Louis Blues und Buffalo Sabres insgesamt 599 Partien absolvierte.

## Karriere

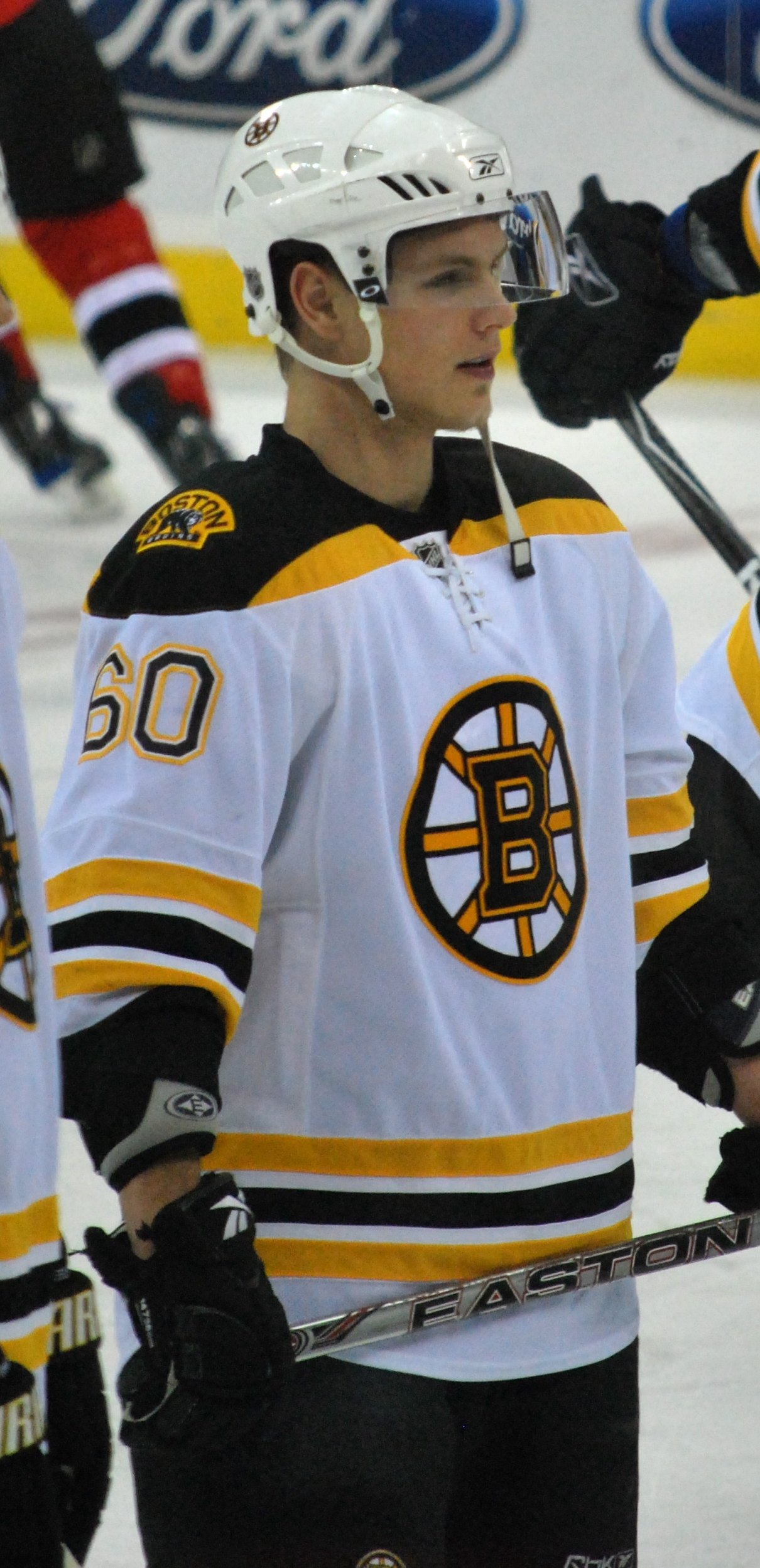
Sobotka im Trikot der Boston Bruins

Vladimír Sobotka begann seine Karriere als Eishockeyspieler in seiner tschechischen Heimat beim HC Slavia Prag, für den er von 2002 bis 2007 fünf Jahre lang spielte, nachdem er im Juniorenbereich seines Heimatklubs SK Horácká Slavia Třebíč ausgebildet worden war. Während des NHL Entry Draft 2005 wurde er von den Boston Bruins als insgesamt 106. Spieler gewählt. Sein Debüt in der National Hockey League gab der Angreifer am 24. November 2007 gegen die New York Islanders. Sein erstes NHL-Tor erzielte er am 13. Februar 2008 gegen die Pittsburgh Penguins. In seiner ersten NHL-Saison kam Sobotka auf 48 Einsätze mit sieben Scorerpunkten, davon ein Tor. Er stand nicht nur im Kader Bostons, sondern spielt auch regelmäßig für deren Farmteam, die Providence Bruins, aus der American Hockey League (AHL).
Im Sommer 2010 wurde Sobotka im Tausch gegen David Warsofsky zu den St. Louis Blues transferiert. Sein Vertrag wurde nach der Saison 2013/14 nicht verlängert, sodass er sich dem HK Awangard Omsk aus der Kontinentalen Hockey-Liga (KHL) anschloss und dort einen Dreijahresvertrag unterschrieb. Mit den Blues hatte sich der Tscheche in puncto Gehaltsvorstellungen nicht einigen können, sodass ein aufgrund seines Status als restricted Free Agent angerufenes Schiedsgericht (salary arbitration) eine Lösung vorschlug, der beide Parteien zustimmten: Die NHL-Rechte Sobotkas verbleiben in St. Louis und der Angreifer erhält dort einen Einjahresvertrag mit einem Gehaltsvolumen von 2,725 Millionen US-Dollar, der nur in Kraft tritt, sofern der Tscheche in die Liga zurückkehrt.
In der Folge erfüllte Sobotka seinen Vertrag beim HK Awangard Omsk und wurde in seinen drei KHL-Jahren zweimal ins KHL All-Star Game berufen. Im April 2017 wurde schließlich die Rückkehr des Angreifers nach St. Louis bekanntgegeben, ebenso wie ein neuer Dreijahresvertrag bei den Blues, der mit Beginn der Saison 2017/18 in Kraft trat und ihm ein durchschnittliches Jahresgehalt von 3,5 Millionen US-Dollar einbringen soll. Allerdings wurde Sobotka bereits im Juli 2018 samt Tage Thompson, Patrik Berglund, einem Erstrunden-Wahlrecht für den NHL Entry Draft 2019 sowie einem Zweitrunden-Wahlrecht für den NHL Entry Draft 2021 an die Buffalo Sabres abgegeben. Im Gegenzug wechselte Ryan O’Reilly nach St. Louis.
Nach zwei Jahren in Buffalo kehrte Sobotka nach Europa zurück, indem er sich im Rahmen eines Einmonatsvertrages dem SC Rapperswil-Jona Lakers anschloss. Anfang November wechselte er in gleicher Art und Weise zurück in die tschechische Hauptstadt zum HC Sparta Prag. Dort war der Offensivspieler insgesamt fünf Jahre aktiv. Im Sommer 2025 wechselte er innerhalb der Liga zum HC Pardubice.

## Erfolge und Auszeichnungen
- 2004 Bronzemedaille bei der U18-Junioren-Weltmeisterschaft
- 2016 Teilnahme am KHL All-Star Game
- 2017 Teilnahme am KHL All-Star Game (verletzungsbedingte Absage)

## Karrierestatistik
Stand: Ende der Saison 2024/25

### International
Vertrat Tschechien bei:
| - U18-Weltmeisterschaft 2004 - U18-Weltmeisterschaft 2005 - U20-Weltmeisterschaft 2006 - U20-Weltmeisterschaft 2007 - Weltmeisterschaft 2014 | - Weltmeisterschaft 2015 - World Cup of Hockey 2016 - Weltmeisterschaft 2017 - Olympischen Winterspielen 2022 - Weltmeisterschaft 2023 |

(Legende zur Spielerstatistik: Sp oder GP = absolvierte Spiele; T oder G = erzielte Tore; V oder A = erzielte Assists; Pkt oder Pts = erzielte Scorerpunkte; SM oder PIM = erhaltene Strafminuten; +/− = Plus/Minus-Bilanz; PP = erzielte Überzahltore; SH = erzielte Unterzahltore; GW = erzielte Siegtore; 1 Play-downs/Relegation; Kursiv: Statistik nicht vollständig)